# Gregor Piatigorsky
Gregor Piatigorsky (Ecaterinoslav, 17 de abril de 1903 — Los Angeles, 6 de agosto de 1976) foi um violoncelista ucraniano radicado nos Estados Unidos. 

## Vida
Conhecido como Grisha, nasceu na Ecaterinoslav (hoje Ucrânia) e estudou violino e piano com seu pai quando era criança. Apaixonou-se então pelo violoncelo. Ganhou uma bolsa para o Conservatório de Moscou, ganhando dinheiro tocando em cafés.
A Revolução Russa aconteceu quando ele tinha treze anos. Aos quinze, foi contratado como principal violoncelista para o Teatro Bolshoi. As autoridades russas não o deixaram viajar para o exterior para completar seus estudos, então fugiu para a Polônia em um trem de gado com um grupo de artistas. 
Aos dezoito, estudou em Berlim e Leipzig, com Hugo Becker e Julius Klengel, com quem formou um quarteto que tocava em cafés. Um dos ouvintes dessa época foi Wilhelm Furtwängler, que o contratou para ser o principal violoncelista da Filarmônica de Berlim. 
Em 1929, visitou os Estados Unidos pela primeira vez, tocando com a Orquestra da Filadélfia com Leopold Stokowski e com a Filarmônica de Nova Iorque, com Willem Mengelberg. Em Ann Arbor, Michigan, casou-se com Jacqueline de Rothschild, filha de Edouard Alphonse de Rothschild, da Família Rothschild da França. Após a Ocupação Nazista na França na Segunda Guerra Mundial, a família fugiu e foi para Elizabethtown, nas Montanhas Adirondacks. 
Gravou com Arthur Rubinstein, Jascha Heifetz, Vladimir Horowitz e Nathan Milstein.
De 1941 a 1949, trabalhou no Curtis Institute of Music, na Filadélfia, e ensinou em Tanglewood, Universidade de Boston e Universidade do Sul da Califórnia, onde permaneceu até sua morte em Los Angeles, Califórnia.
Tinha dois violoncelos Stradivarius. Ivan Galamian descreveu uma vez Piatigorsky como o maior violoncelista de todos os tempos. Teve contatos com os maiores artistas de seu tempo: Prokofiev, Hindemith, William Walton, Stravinsky e Richard Strauss. 
Piatigorsky também gostava muito de jogar xadrez. Sua esposa ganhou várias competições do esporte pelos Estados Unidos. Juntos organizaram vários campeonatos de xadrez, dos quais participaram nomes famosos como Paul Keres, Tigran Petrosian e Boris Spassky.